# Denis Tardif
Denis Tardif est un enseignant, homme d'affaires et homme politique québécois, député de Rivière-du-Loup-Témiscouata à l'Assemblée nationale du Québec sous la bannière de la Coalition avenir Québec de 2018 à 2022. 

## Biographie

### Études
Tardif est détenteur d'un diplôme d'études collégiales (DEC) en art et technologie des médias du Cégep de Jonquière et d'un deuxième DEC du Cégep de La Pocatière ainsi qu'un baccalauréat en philosophie de l'Université Laval.

### Politique
De 1988 à 1993, il est attaché politique pour la députée de Kamourasca-Témiscouata France Dionne.
En 2005, il est élu conseiller municipal de la ville de Rivière-du-Loup, poste qu'il occupe jusqu'en 2011.
De 2007 à 2013, il est directeur des affaires régionales du Québec pour le gouvernement fédéral de Stephen Harper.
À l'occasion des élections générales québécoises du 1er octobre 2018, il se présente sous la bannière de la Coalition avenir Québec. Il est élu avec 39,2 % des voies face au député libéral sortant Jean D'Amour.
En décembre 2020, dans le contexte de la pandémie de Covid-19, une vidéo apparait où l'on voit celui-ci désobéir aux règles de distanciation physique, entre autres, en se rapprochant des gens sans porter le masque, alors que le gouvernement et la santé publique invitaient la population à respecter les règles sanitaires. Il est alors exclu temporairement du caucus de la CAQ. En avril 2021, il réintègre le caucus avec l'appui de trois municipalités régionales de comté (MRC) qui avaient adopté des résolutions pour appuyer sa demande de réintégration.
Le 15 avril 2022, il annonce qu'il ne briguera pas un nouveau mandat lors des élections d'octobre 2022.

## Résultats électoraux
|                                                                                               | Nom                      | Parti            | Nombre de voix | %      | Maj.  |
| --------------------------------------------------------------------------------------------- | ------------------------ | ---------------- | -------------- | ------ | ----- |
|                                                                                               | Denis Tardif             | Coalition avenir | 13 439         | 39,2 % | 1 962 |
|                                                                                               | Jean D'Amour (sortant)   | Libéral          | 11 477         | 33,5 % | -     |
|                                                                                               | Vincent Couture          | Parti québécois  | 5 230          | 15,2 % | -     |
|                                                                                               | Goulimine Sylvie Cadôret | Québec solidaire | 3 783          | 11 %   | -     |
|                                                                                               | Martin Perron            | Conservateur     | 373            | 1,1 %  | -     |
| Total                                                                                         | Total                    | Total            | 34 302         | 100 %  |       |
| Le taux de participation lors de l'élection était de 69,4 % et 583 bulletins ont été rejetés. |                          |                  |                |        |       |